# Дилон (Монтана)
Дилон (енгл. Dillon) град је у америчкој савезној држави Монтана.

## Демографија
По попису из 2010. године број становника је 4.134, што је 382 (10,2%) становника више него 2000. године.
| Група             | 2000.         | 2010.         |
| Белци             | 3.574 (95,3%) | 3.810 (92,2%) |
| Афроамериканци    | 13 (0,3%)     | 13 (0,3%)     |
| Азијати           | 5 (0,1%)      | 20 (0,5%)     |
| Хиспаноамериканци | 73 (1,9%)     | 143 (3,5%)    |
| Укупно            | 3.752         | 4.134         |